# Parroquia de Southampton
Southampton es una de las nueve parroquias de Bermudas.
Su nombre recuerda al aristócrata inglés Henry Wriothesley, III conde de Southampton (1573-1624).
Se ubica en el sudoeste de la isla, ocupando todo el sector oeste de la isla principal, a excepción del extremo occidental, quye es parte de la parroquia de Sandys. Limita al este con la parroquia de Warwick, y comprende la mayoría de las costas de Great Sound. 